# Rosay (Sena Marítimo)
Rosay é uma comuna francesa na região administrativa da Normandia, no departamento de Sena Marítimo. Estende-se por uma área de 10,37 km². Em 2010 a comuna tinha 271 habitantes (densidade: 26,1 hab./km²).